# Salem (Svezia)
Salem è una cittadina della Svezia centrale, situata nella contea di Stoccolma; è il capoluogo amministrativo della omonima municipalità.